# Thomas W. Bartley

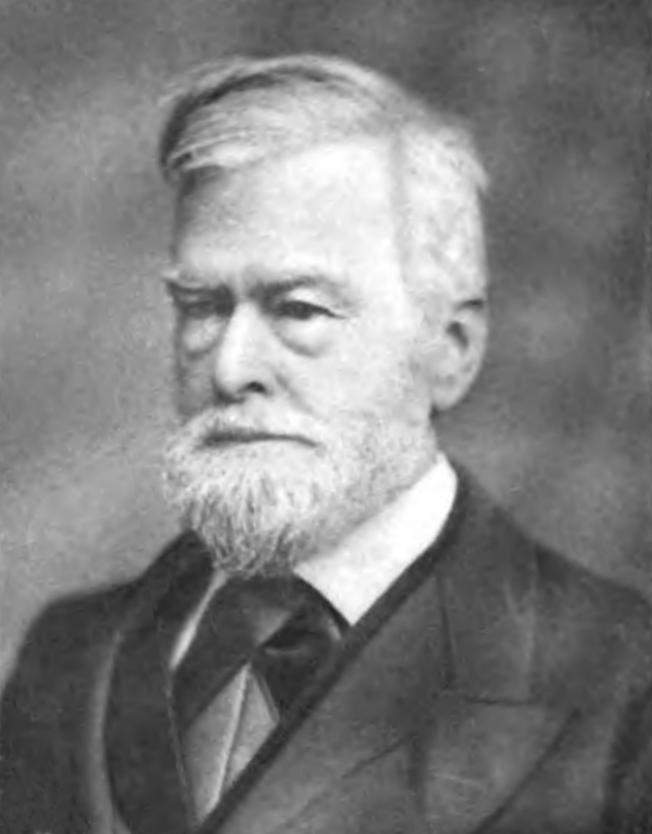
Thomas W. Bartley

Thomas Welles Bartley, född 11 februari 1812 i Jefferson County, Ohio, död 20 juni 1885 i Washington, D.C., var en amerikansk demokratisk politiker och jurist. Han var guvernör i delstaten Ohio 15 april - 3 december 1844.
Bartley utexaminerades 1831 från Jefferson College (numera Washington & Jefferson College). Han arbetade som advokat och som åklagare i Richland County, Ohio.
Bartley valdes 1843 till talman i delstatens senat. Guvernör Wilson Shannon avgick 1844 för att tillträda som USA:s minister i Mexiko och Bartley tillträdde som guvernör. Han förlorade i demokraternas primärval inför guvernörsvalet 1844 med en rösts marginal mot David Tod. Whigpartiet nominerade hans far Mordecai Bartley som sedan vann själva guvernörsvalet. I en sällsam händelse efterträddes sonen av sin far som guvernör 3 december 1844.
Bartley tjänstgjorde som domare i Ohios högsta domstol 1852-1859. Hans andra hustru Susan Denman Sherman var syster till William Tecumseh Sherman.